# La Florida, Guanajuato
La Florida är en ort i Mexiko.   Den ligger i kommunen San Luis de la Paz och delstaten Guanajuato, i den centrala delen av landet, 250 km nordväst om huvudstaden Mexico City. La Florida ligger 1 990 meter över havet och antalet invånare är 138.
Terrängen runt La Florida är platt västerut, men österut är den kuperad. Runt La Florida är det ganska tätbefolkat, med 62 invånare per kvadratkilometer. Närmaste större samhälle är San Luis de la Paz, 15,6 km nordost om La Florida. Trakten runt La Florida består till största delen av jordbruksmark.